# 안국사지
안국사지는 대한민국 충청남도 당진시 정미면 수당리에 있다. 1997년 6월 20일 당진시의 향토유적 제6호로 지정되었다.

## 개요
안국사 터에는 돌로 쌓은 축대가 있으며, 그 안쪽으로 건물을 세웠던 흔적인 장대석과 주춧돌 등이 많이 확인된다.